# V335 Большого Пса
V335 Большого Пса (лат. V335 Canis Majoris) — одиночная переменная звезда в созвездии Большого Пса на расстоянии приблизительно 5462 световых лет (около 1675 парсеков) от Солнца. Видимая звёздная величина звезды — от +11,5m до +11,2m.

## Характеристики
V335 Большого Пса — пульсирующая медленная неправильная переменная звезда (LB:).